# Luigi Tacchini
Luigi Tacchini (ur. 14 stycznia 1971 w Ranicy) – włoski narciarz alpejski, złoty medalista mistrzostw świata juniorów.

## Kariera
Po raz pierwszy na arenie międzynarodowej Luigi Tacchini pojawił się w 1988 roku, startując na mistrzostwach świata juniorów w Madonna di Campiglio. Zajął tam między innymi siódme miejsce w slalomie, osiemnaste miejsce w kombinacji i 25. miejsce w gigancie. Na rozgrywanych dwa lata później mistrzostwach świata juniorów w Zinal wywalczył złoty medal w slalomie, wyprzedzając bezpośrednio dwóch Norwegów: Kjetila André Aamodta i Lasse Kjusa. Na tej samej imprezie zajął ponadto 26. miejsce w zjeździe. Nie startował w zawodach Pucharu Świata. Nigdy też nie brał udziału w mistrzostwach świata ani igrzyskach olimpijskich.

## Osiągnięcia

### Mistrzostwa świata juniorów
| Miejsce | Dzień       | Rok  | Miejscowość          | Konkurencja | Czas biegu  | Strata  | Zwycięzca             |
| ------- | ----------- | ---- | -------------------- | ----------- | ----------- | ------- | --------------------- |
| 59.     | 27 stycznia | 1988 | Madonna di Campiglio | Zjazd       | 1:33,15 min | +5,59 s | Kaspar Gilgenrainer   |
| 49.     | 28 stycznia | 1988 | Madonna di Campiglio | Supergigant | 1:35,26 min | +4,50 s | Jeremy Nobis          |
| 25.     | 29 stycznia | 1988 | Madonna di Campiglio | Gigant      | 2:05,55 min | +2,10 s | Gregor Grilc          |
| 18.     | 30 stycznia | 1988 | Madonna di Campiglio | Kombinacja  | ?           | ?       | Konstantin Czistiakow |
| 7.      | 30 stycznia | 1988 | Madonna di Campiglio | Slalom      | 1:42,30 min | +1,20 s | Stefan Szałamanow     |
| 26.     | 21 marca    | 1990 | Zinal                | Zjazd       | 1:19,42 min | +3,39 s | Kjetil André Aamodt   |
| 1.      | 25 marca    | 1990 | Zinal                | Slalom      | 1:28,15 min | -       | -                     |